# Hymenodiscus beringianus
Hymenodiscus beringianus is een zeester uit de familie Brisingidae.
De wetenschappelijke naam van de soort werd, als Brisingella beringiana, in 1976 gepubliceerd door Korovchinsky.